# Abraham Ruhumuriza
Abraham Ruhumuriza, né le 28 août 1979, est un coureur cycliste rwandais. Il est le recordman de victoires au Tour du Rwanda, qu'il a remporté à cinq reprises entre 2002 et 2007.

## Palmarès
- 2002
  - Tour du Rwanda
- 2003
  - Tour du Rwanda
- 2004
  - Tour du Rwanda
- 2005
  - Tour du Rwanda
- 2007
  - Tour du Rwanda
- 2008
  - 5e étape du Tour du Rwanda
- 2009
  - Kwita Izina Cycling Tour
- 2010
  - 4e et 7e étapes du Tour du Cameroun
  - Kwita Izina Cycling Tour
- 2011
  - 3e du championnat du Rwanda sur route
- 2012
  - Kwita Izina Cycling Tour :
    - Classement général
    - 2e étape
- 2015
  - 3e du championnat du Rwanda sur route

## Classements mondiaux
| Année           | 2008 | 2009 | 2010 | 2011 | 2012 | 2013 | 2014 | 2015 | 2016 |
| --------------- | ---- | ---- | ---- | ---- | ---- | ---- | ---- | ---- | ---- |
| UCI Africa Tour | 110e | nc   | 39e  | 157e | 19e  | 111e | 130e | 77e  | 148e |